# Konrad Beyer

Konrad Beyer

Konrad Beyer  oder Conrad Beyer (* 13. Juli 1834 in Pommersfelden bei Bamberg; † 17. März 1906 in Mainz) war ein deutscher Schriftsteller und Dichter. Er publizierte auch unter Pseudonymen wie Konrad Byr oder Conrad Beyer-Boppard.

## Leben
Konrad Beyer studierte in Leipzig Philosophie und Medizin und schloss sein Studium mit der Promotion ab. Der Titel seiner Dissertation lautete: Über die anatomischen und physiologischen Verhältnisse der vegetabilischen Zelle. Seit Winter 1860/61 war er Mitglied der Leipziger Universitäts-Sängerschaft zu St. Pauli (heute Deutsche Sängerschaft). 1861 heiratete er Klara Wagner und ließ sich in Eisenach nieder. 1889, nach dem Tode seiner Frau, zog er nach Stuttgart. 1901 ging er nach Wiesbaden, wo er im Alter von 70 Jahren verstarb. Beyer hat sich um das Werk von Friedrich Rückert verdient gemacht, er hat die erste Werkausgabe und Biographie des Dichters herausgegeben. Beyer veröffentlichte Werke zur deutschen Literaturgeschichte und eine Poetik sowie ein Buch Technik der Dichtkunst in dem er angehenden Dichtern das literarische Handwerk erläuterte. Er war Mitglied der Preußischen Akademie der Wissenschaften und der Freimaurerloge Karl zum Rautenkranz in Hildburghausen.

## Werke (Auswahl)
- Friedrich Rückert als Dichter und Freimaurer. Eine maurerische Studie. Hesse, Leipzig 1880. (Digitalisat)
- Friedrich Rückerts Leben und Dichtungen. Sendelbach, Koburg 1866. (Digitalisat) (3. Ausg., Koburg 1870)
- Friedrich Rückert. Ein biographisches Denkmal. Sauerländer, Frankfurt am Main 1868. (Digitalisat)
- Neue Mitteilungen über Friedrich Rückert und kritische Gänge und Studien. Frohberg, Leipzig 1873, 2 Bände. (Digitalisat Band 2)
- Nachgelassene Gedichte Friedrich Rückerts und neue Beiträge zu dessen Leben und Schriften. Braumüller, Wien 1877. (Digitalisat)
- Lieb und Leid, Gedichte (Leipzig 1865);
- Der Nixe Sang, Gedicht (Leipzig 1869);
- Arja, die schönsten Sagen aus Indien und Iran. Amelang, Leipzig 1872. (Digitalisat)
- Leben und Geist Ludwig Feuerbachs. Freies deutsches Hochstift, Frankfurt am Main 1873. (Digitalisat)
- Erziehung zur Vernunft. Philosophisch-pädagogische Grundlinien für Erziehung und Unterricht. Braumüller, Wien (Digitalisat der 3. Aufl.1877)
- Deutsche Poetik (Stuttgart 1882–84, 3 Bde.).
  - 1. Band als Digitalisat und Volltext im Deutschen Textarchiv
  - 2. Band als Digitalisat und Volltext im Deutschen Textarchiv
  - 3. Band als Digitalisat und Volltext im Deutschen Textarchiv